# Cryptocephalus bicolor
Cryptocephalus bicolor – gatunek z rzędu chrząszczy z rodziny stonkowatych (Chrysomelidae). Gatunek po raz pierwszy został naukowo opisany w 1818 roku przez Eschscholtza.